# Polk (Wisconsin)
Polk es un pueblo ubicado en el condado de Washington, en el estado estadounidense de Wisconsin. En el Censo de 2010 tenía una población de 3.937 habitantes y una densidad poblacional de 48,42 personas por km².

## Geografía
Polk se encuentra ubicado en las coordenadas 43°21′2″N 88°12′40″O / 43.35056, -88.21111. Según la Oficina del Censo de los Estados Unidos, Polk tiene una superficie total de 81,31 km², de la cual 80,59 km² corresponden a tierra firme y (0,88%) 0,72 km² es agua.

## Demografía
Según el censo de 2010, había 3.937 personas residiendo en Polk. La densidad de población era de 48,42 hab./km². De los 3.937 habitantes, Polk estaba compuesto por el 97,99% blancos, el 0,3% eran afroamericanos, el 0,28% eran amerindios, el 0,53% eran asiáticos, el 0,13% eran isleños del Pacífico, el 0,13% eran de otras razas y el 0,64% pertenecían a dos o más razas. Del total de la población el 1,04% eran hispanos o latinos de cualquier raza.